# Dorfkirche Selchow

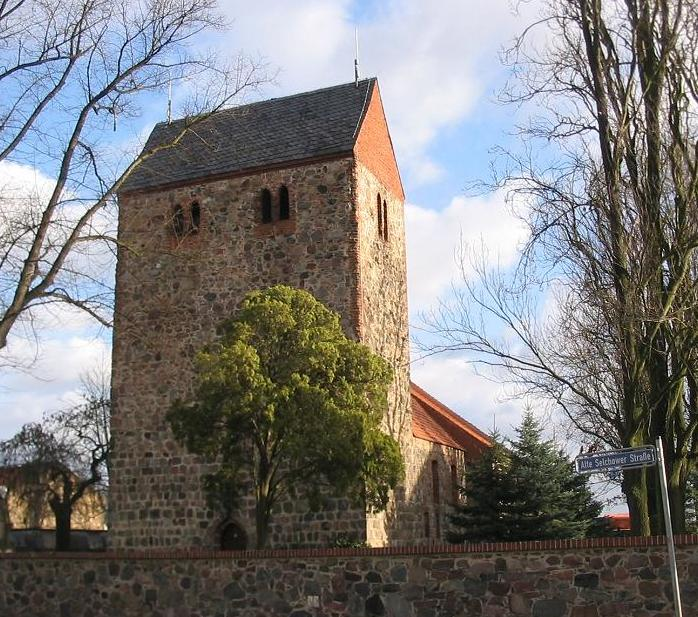
Dorfkirche Selchow

Die evangelische Dorfkirche Selchow ist eine Feldsteinkirche aus der ersten Hälfte des 13. Jahrhunderts in Selchow, einem Ortsteil der Gemeinde Schönefeld im Landkreis Dahme-Spreewald im Land Brandenburg. Sie wird von der Evangelischen Kirchengemeinde Selchow, Rotberg, Waßmannsdorf und Kiekebusch betreut, die zum Evangelischen Kirchenkreis Neukölln zählt.

## Lage
Der Sakralbau steht auf dem historischen Dorfanger im Zentrum des Ortes auf einer kleinen Anhöhe. Westlich führt die Alte Selchower Straße in Nord-Süd-Richtung an dem Bauwerk vorbei. Das Gelände ist mit einer Mauer aus unbehauenen und nicht geschichteten Feldsteinen eingefriedet.

## Geschichte
Das Bauwerk entstand in der ersten Hälfte des 13. Jahrhunderts im Stil der Spätromanik. Engeser und Stehr vermuten, dass das Kirchenschiff zuerst erbaut wurde – möglicherweise als Anbau an einen hölzernen Chor. Sie begründen dies zum einen mit einer anderen Bauausführung der Fensteröffnungen an Chor und Kirchenschiff, aber auch mit einer Baunaht zwischen den beiden Bauteilen an der Südseite des Gebäudes. Dazu würde auch passen, dass der Turm zu einem späteren Zeitpunkt errichtet wurde. Der Chor könnte damit erst in der zweiten Hälfte des 13. Jahrhunderts entstanden sein – ebenso der Kirchturm: Er reichte vermutlich zunächst nur bis zur Höhe der Dachtraufe des Schiffs. Es ist denkbar, dass Handwerker ihn erst im 15. Jahrhundert aufstockten. Um 1700 ließ die Kirchengemeinde die Fenster zum Teil vergrößern und eine Patronatsloge mit einer Gruft an der Südseite des Chors anbauen. Sie erwarb weiterhin von einem Potsdamer Bildhauer einen Altar sowie eine Fünte. In den Jahren 1880 sowie 1972 bis 1973 erfolgten Renovierungsarbeiten, die mit einer erneuten Kirchweihe am 3. September 1973 vorläufig abgeschlossen werden konnte. Bei den Instandsetzungsarbeiten am Fußboden fanden Arbeiter vor dem Altar zwei Gewölbe einer Gruft, die jedoch ohne weitere Untersuchungen wieder abgedeckt wurden. Nach der Wende sanierte die Kirchengemeinde das Bauwerk in den Jahren 1999 bis 2000 für rund 351.000 DM. Dabei wurde auch die ursprüngliche Doppelfugenritzung ersetzt, die seit dieser Maßnahme nur noch an der Südseite der Patronatsloge unter einer weißen Farbschicht sichtbar ist.

## Baubeschreibung

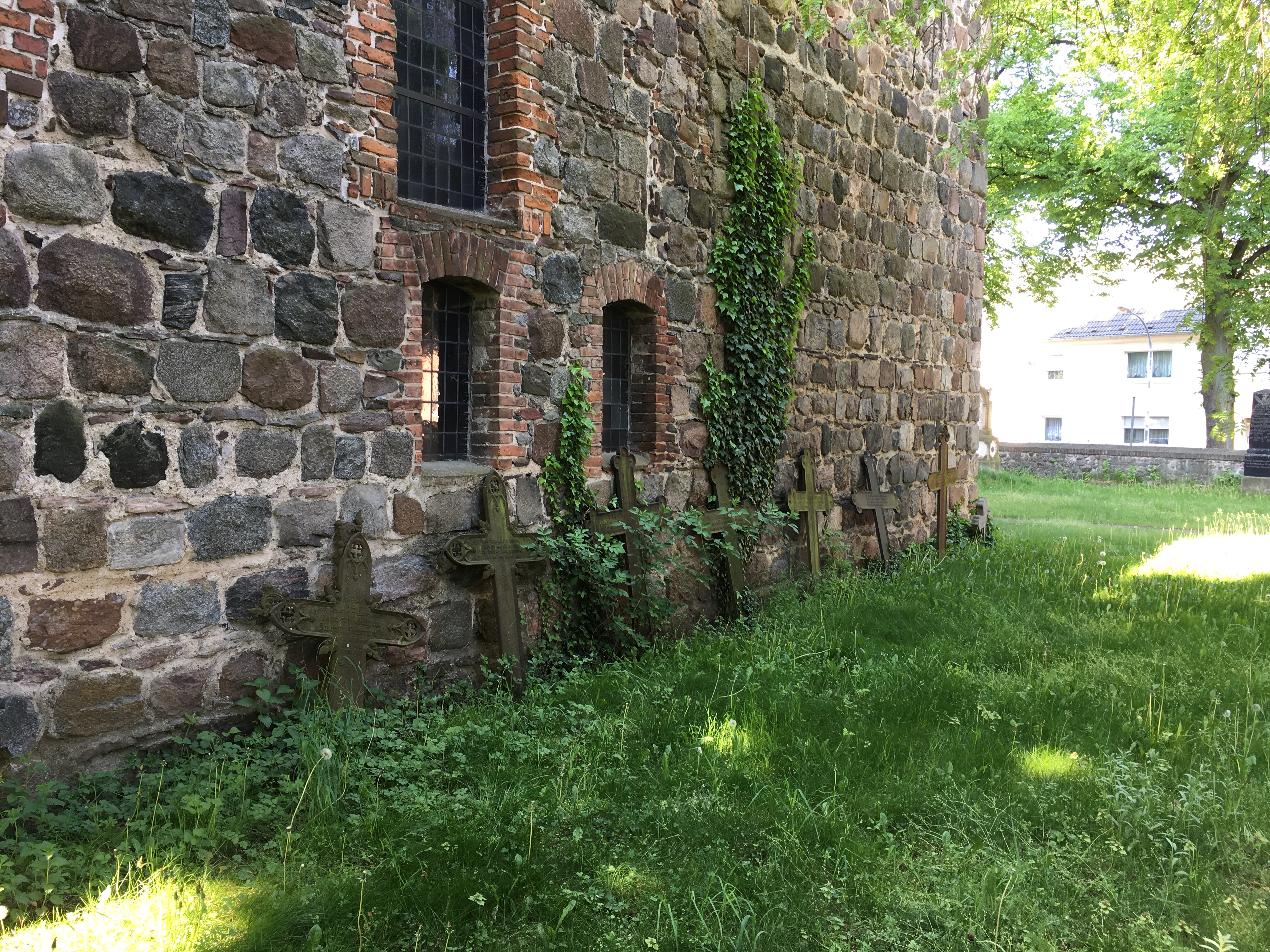
Kirchenschiff mit Grabwangen

Der Chor ist eingezogen und hat einen rechteckigen Grundriss mit einer Länge von etwa 9,60 Metern und einer Breite von rund 8,22 Metern. Er wurde aus lagig geschichteten und behauenen Feldsteinen errichtet. An der Ostwand sind die Reste einer segmentbogenförmigen Dreifenstergruppe erkennbar. Von den ursprünglich drei Öffnungen ist nur ein gedrückt-segmentbogenförmiges Fenster erhalten geblieben, dessen Laibung mit rötlichem Mauerstein eingefasst wurde. Gleiches gilt für die zwei hoch gesetzten Fenster an der Nordseite. Auch sie wurden vermutlich um 1700 barock vergrößert. Dazwischen ist der Rest eines zugesetzten, weiteren segmentbogenförmigen Fensters zu erkennen. An der Südseite des Chors ist eine Patronatsloge mit zwei Fenstern und – in westlicher Richtung – einer kleinen Pforte, die den Zugang ermöglichte. Die Wand wurde ebenfalls aus Feldsteinen errichtet, die jedoch nicht behauen und geschichtet wurden. Die Zwischenräume sind teilweise mit Granitsplittern oder Mauerziegeln verfüllt und unregelmäßig gemauert. Im Giebel setzen sich die Spuren des Anbaus der Patronatsloge fort. Dort ist mittig ein kleines, rechteckiges Fenster sowie ein aus Mauersteinen geformtes Kreuz.
Das Kirchenschiff wurde ebenfalls aus Lesesteinen errichtet, die im unteren Bereich sorgfältig behauen und lagig geschichtet wurden. Es ist rund 9,1 Meter lang und rund 11,05 Meter breit und damit – in der Ausführung ungewöhnlich – breiter als lang. Im oberen Drittel verlaufen die Linien ein wenig, was mit der barocken Vergrößerung der Fenster zusammenhängen dürfte. Von denen gibt es an der Nordseite zwei hochgesetzte, große und gedrückt-segmentbogenförmige Öffnungen, zu denen sich zwei kleinere gruppieren, die im westlichen Bereich angeordnet sind. Die Südseite ist identisch aufgebaut. Die Laibung der Fenster wurde auch hier mit rötlichem Mauerstein erstellt. Je ein weiteres, zugesetztes und rundbogenförmiges Fenster ist in Richtung Westen erkennbar. Das Kirchenschiff ist mit einem schlichten, nach Osten abgestuftem Satteldach aus Biberschwanz gedeckt, das durch ein Schleppdach der Patronatsloge ergänzt wird.
Der querrechteckige Westturm nimmt die Breite des Kirchenschiffs auf und wirkt dadurch vergleichsweise kräftig. Er ist ca. 6,3 Meter breit. Der untere Bereich bis zur Höhe der Dachtraufe des Kirchenschiffs wurde aus sorgfältig behauenen und gleichmäßig geschichteten Feldsteinen errichtet. Eine kleine, spitzbogenförmige und zweifach getreppte Pforte an der Westseite dient als Zugang und dürfte noch aus der Bauzeit stammen. Das darüber liegende Geschoss ist – von wenigen Ecksteinen abgesehen – aus unbehauenen und nicht lagig geschichteten Feldsteinen erbaut, zwischen denen Gesteinssplitter und vereinzelt auch Mauersteine eingearbeitet wurden. Sie stechen insbesondere an den Ecken des Bauwerks hervor und betonen dadurch seine Form. Im Glockengeschoss sind an der Nord- und Südseite je zwei gekuppelte, an der West- und Ostseite zwei paarweise, ebenfalls gekuppelte und spitzbogenförmige Klangarkaden. Sie wurden – wie auch die Fenster – mit rötlichem Mauerstein erbaut. Die nordöstliche ist dabei mit Mauerstein zugesetzt. Darüber erhebt sich ein quer gestelltes Satteldach, das auf einem Giebel aus Mauerstein ruht.

## Ausstattung

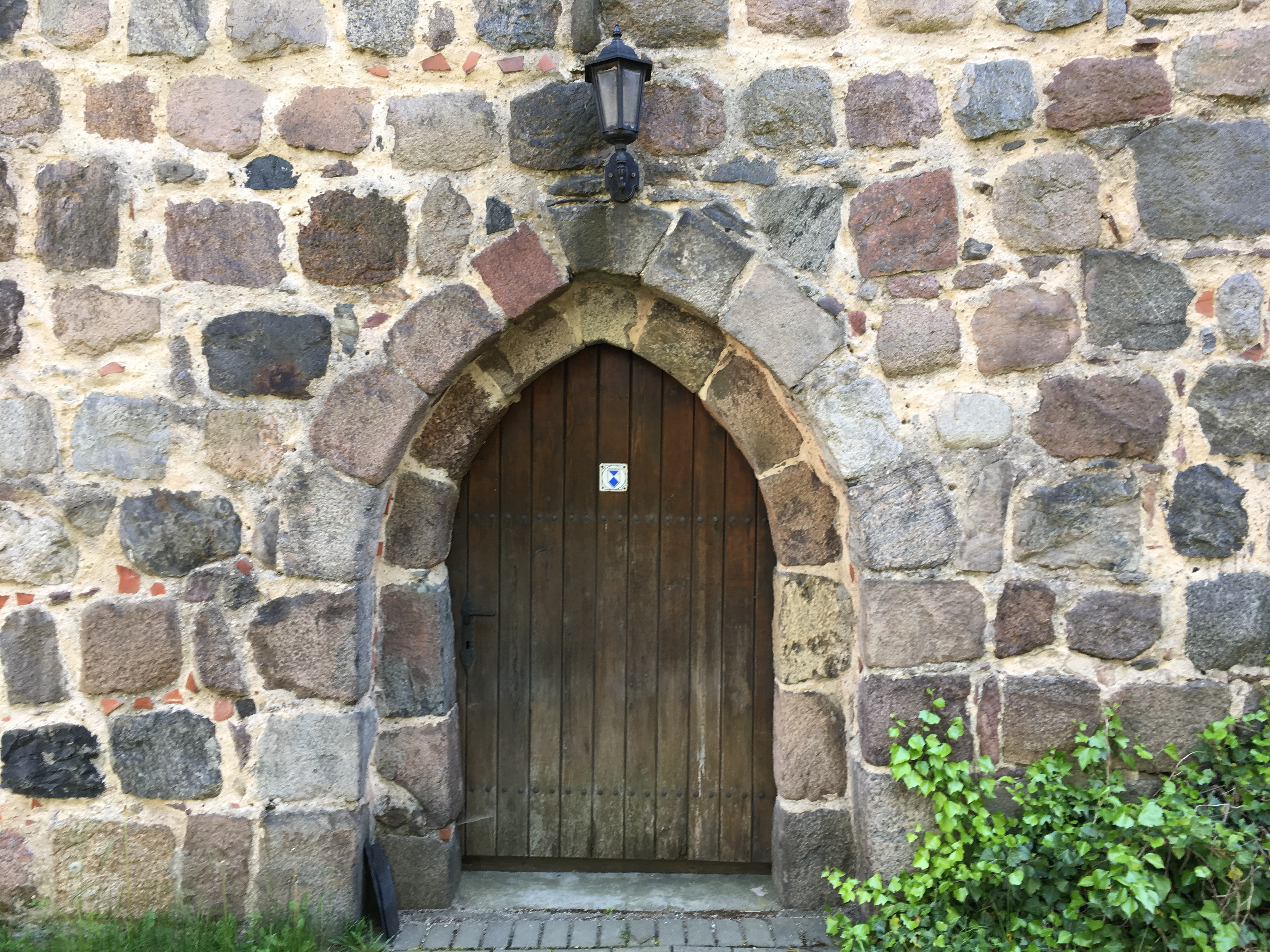
Westportal

Der barocke Kanzelaltar ist zweigeschossig und wurde vom Bildhauer Detlev Maschmann aus Potsdam im Jahr 1710 erbaut. Die Kirchengemeinde bezahlte ausweislich einer Rechnung aus der Zeit 100 Taler für das Werk. Er besteht aus gedrehten Doppelsäulen, die den polygonalen Kanzelkorb umrahmen. Er ist mit einem Bild des Ecce homo sowie den Evangelisten verziert. Über einem gesprengten Giebel ist ein kronenförmiger Schalldeckel. Als Farben wählte Maschmann im Wesentlichen weiß sowie Gelb und Goldtöne. Der Altarauszug zeigt die Auferstehung Jesu, wobei im Vordergrund Engel und Kriegsknechte zu sehen sind. Maschmann schuf in derselben Zeit ebenfalls eine polygonale Fünte, die links neben dem Altar aufgestellt wurde. Beide wurden in den Jahren 1987 und 1988 fachgerecht restauriert. Rechts vom Altar steht eine Engelsfigur, die die Hallenser Keramikerin Gertraud Möhwald im Jahr 1974 schuf. Deutlich älteren Datums ist das Kruzifix an der Südwand unterhalb der Patronatsloge, das auf das Ende des 15. Jahrhunderts datiert werden konnte. Das Kreuz ist mit Krabben, die Enden mit Reliefscheiben verziert, die die Evangelistensymbole zeigen. Die Westempore stammt aus dem 17. Jahrhundert. Dort steht eine Schuke-Orgel aus dem Jahr 1951, die die Kirchengemeinde 1985 erwarb. Zum Chor hin besteht im oberen Geschoss eine Verbindung zur verglasten Patronatsloge. Sie kann durch eine Tür an der Südseite betreten werden und ist mit Pilastern, Gesimsen und Wappen derer von Bardeleben und derer von Thümen verziert. Das Bauwerk ist in seinem Innern mit einer flachen Balkendecke versehen.
Am südwestlichen Zugang steht ein Denkmal für die Gefallenen der Weltkriege.